# Das Gymnasium zu Lengowo
Das Gymnasium zu Lengowo – jedna z głównych powieści ksenofobicznego nurtu Ostmarkenliteratur autorstwa niemieckiego pisarza Carla Bussego, wydana w 1907 w Stuttgarcie w wydawnictwie Engelhorn (dwutomowa).

## Geneza
Busse, mieszkający długo w Berlinie i nazywany przez Georga Minde-Poueta pisarzem niemiecko-polskiej walki, chętnie publikował utwory w nurcie Ostmarkenliteratur. Zainteresowany był m.in. zagadnieniami szkolnictwa i polskich strajków szkolnych w Poznańskiem. Bezpośrednio do tych obszarów życia społecznego nawiązywały dwie jego powieści: Die Schüler von Polajewo i Das Gymnasium zu Lengowo. 

## Treść
W utworze charakteryzuje trzy postacie, będące wzorcami dla wszelkich miłośników Drang nach Osten. To zwolennicy zwalczania polskiego zagrożenia i realizacji powołania, którym jest krzewienie niemieckiej kultury na Wschodzie:
- dyrektor szkoły w Lengowie, Georg Rüdiger, silnie zaangażowany pedagog (wszyscy tutaj jesteśmy szermierzami niemieckiej kultury), uważa się za siewcę niemczyzny w Prowincji Poznańskiej. By posiane przez niego ziarna wzrosły, musi jednak najpierw oczyścić pole. W związku z tym jest nieprzejednanym wrogiem wszystkiego co ma nikły choć związek z polskością. Drobiazgowo sprawdza uczniów, ich plecaki, książki, szkolne zbiory biblioteczne, bojkotuje też polskie sklepy. Żeby posiadać absolutną kontrolę, pozwala uczniom w szkole rozmawiać jedynie po niemiecku: jesteśmy tu w niemieckiej instytucji, na terenie której obowiązuje tylko jeden język, w którym się naucza i rozmawia. Autor ocenia Rüdigera bardzo pozytywnie, stawiając go za wzór dla naśladowców. Rząd pruski potrzebował według niego dzielnych niemieckich urzędników w Poznańskiem,
- rektor szkoły Thomas Brodnicki, syn Polaka, który odnalazł drogę do wyższej kultury niemieckiej, w związku z czym wykształcił syna na niemieckiego nauczyciela, aby ten czuł się całkowicie Niemcem i tylko Niemcem. Ze względu na swe pochodzenie Brodnicki zna polskie przypadłości, umie łagodzić konflikty między przedstawicielami obu narodów, odwołuje się wówczas nawet do starych, polskich tradycji religijnych i rycerskich. Zyskuje tym zaufanie uczniów, nawet zastraszonego przez Polaków żydowskiego chłopca. Brodnicki jest przez Bussego przedstawiony jako kolejny wzór do naśladowania, zwłaszcza dla polskich nauczycieli, którzy winni pójść jego drogą i w pełni zaakceptować niemczyznę,
- dr Holst, nauczyciel, który uważał za ogromną chlubę to, że w języku polskim nie rozumiał ani jednego słowa, mimo że w szkole większość uczniów stanowili Polacy. Nie znosił idealistów krzewiących niemczyznę, ponieważ uważał, że zaczynać należy od rzeczy prostych i elementarnych, tj. stopniowego rozwijania fundamentów niemieckiej kultury, np. kupowania rzeczy wyłącznie od Niemców (Ryby kupować od Niemca [...] To jest praktyczna robota). Dopuszczał kupowanie od Polaków jedynie w przypadku, gdy ci nauczą się dobrze mówić po niemiecku - ach jakże w mig by się ci ludzie nauczyli po niemiecku. Był zwolennikiem budowy kolei, garnizonów, szkół, a także uniwersytetu - dopóki istnieje historia, jeszcze nigdy żaden naród nie przewyższył innego. Pokonać - tak! Przewyższyć - nie! Ale kultura wyższa zawsze będzie dominowała. Ta wyższa - to w tym przypadku niemiecka[3][4].

Busse lansuje tezę, że nie ma możliwości porozumienia między Polakami i Niemcami, ponieważ brakuje wspólnego gruntu, na którym dałoby się wzajemnie odnaleźć. Rüdiger początkowo czuje się w Lengowie obco, nie rozumie, co ludzie do niego mówią, nie może odczytać szyldów i ogłoszeń, jest bez ojczyzny, podczas gdy tak wielu ojczyznę ma, jest nie oczekiwany w żadnym z domów. Błądząc po wsi słyszy jedynie śpiew pijanych Polaków. Nagle w tej ciemności rozlega się melodia Deutschland, Deutschland über alles i w tym momencie miejscowość przestaje być dla Rüdigera obca - cel błyszczał. Nie ten polski, ten niemiecki śpiew miał go pozdrowić jako pierwszy. Samotność walczy więc w rycerzach niemieckości w Poznańskiem z politycznym celem ich obecności, ową niemiecka misją, której realizacja uczynić ma Marchię Wschodnią pięknym miejscem do życia. 
Powieść kończy zapowiedź przybycia do lengowskiego gimnazjum następcy Rüdigera - dyrektora Reincholda Wächtera (czyli dosłownie: strażnika). 